# مادیارگنچ
مادیارگِنچ (به مجاری:  Magyargencs) یک شهرداری در مجارستان است که در ناحیه پاپا واقع شده‌است. مادیارگنچ ۳۸٫۰۱ کیلومتر مربع مساحت و ۶۱۹ نفر جمعیت دارد.